# Megyehíd
Megyehíd es un pueblo ubicado en el distrito de Sárvár, en el condado de Vas, Hungría.

## Superficie
Posee una superficie de 5,990 kilómetros cuadrados.

## Demografía
Hasta 2019 la población era de 311 habitantes, con una densidad de población de 51,92 habitantes por kilómetro cuadrado.